# Mig og Jesper
|  | Denne artikel er oprettet af botten PalnaBot ud fra en ekstern database. Den kan derfor have sproglige fejl eller mangler. Denne skabelon kan fjernes efter kontrol af indholdet. |

Mig og Jesper er en portrætfilm instrueret af Ulrik Crone efter manuskript af Ulrik Crone og Lars Kjeldgaard.

## Handling
Han var en af den københavnske punk-bevægelses pilskæve grundpiller i 80'erne. Jesper Reisinger illustrerede og skrev et utal af anarkistiske, begejstrede artikler, spillede musik i bandet No Knox og fyrede den alt i alt grundigt af. Men pludselig tog stofferne overhånd, han røg ud på et sidespor, og da bedstevennen Ulrik Crone prøver at hive den nu nogle-og-40-årige og stærkt overvægtige enspænder ud af sin klokke, sker det ikke uden barnlige nykker og modstand. Projektet lykkes dog i nogen grad; selv om han ikke er den letteste samarbejdspartner, vender Jesper tilbage til livet og minderne. Ulrik Crone viser cool arkivstumper fra 80'er-punkens København og formidler erindringerne fra deres fælles barndom som indskudte animationsfilm i denne herlige periode-/portræt-/dokumentar-/tegnefilm.